# دكروة رخوة
دكروة رخوة (الاسم العلمي:Dichroa mollissima) هي نوع من النباتات تتبع جنس الدكروة من الفصيلة الهدرانجية.